# Addio porco
Addio porco è un'opera teatrale di Carmelo Bene andata in scena nel 1963 al Teatro Laboratorio di Roma con ripetute repliche. Si tratta di una rivisitazione del suo precedente spettacolo Gregorio: cabaret dell'800 presentato al Ridotto dell'Eliseo. 

## Happening
Addio porco come il successivo Cristo '63 fa parte di quegli spettacoli senza copione, quasi completamente improvvisati. In questo happening non esisteva la benché minima traccia di una trama o idea; il soggetto, se così si può chiamare, consisteva nel cucinare, mettersi a tavola e mangiare, oltre che bellamente poi digerire. Lo chef era Manlio Nevastri (in arte Nistri); il pubblico perlopiù proveniva da un ambiente aristocratico e snob, in cerca di emozioni forti, pagando salato l'ingresso e a volte anche il "sovrapprezzo" all'uscita, con le catinellate d'acqua che i vicini inquilini, infastiditi oltremodo dal baccano notturno, buttavano loro addosso, "Basta!... volemo dormì". Quelli del pubblico, "un po' scemi", venivano poi truccati, prima di entrare in sala, come fossero degli apaches dallo stesso Manlio Nevastri, che all'occorrenza faceva anche il truccatore, oltre a tante altre cose. Questo modo di conciare il pubblico snob della platea aveva, per Bene, il solo scopo di evitare la seriosità del discorso in modo tale che quando si guardavano in faccia l'un l'altro non potevano fare altro che ridere. 
L'happening raggiungeva un duplice scopo: raggranellare soldi prendendo in giro questo pubblico snob "e un po' scemo", che andava a teatro senza capirci nulla, solo per il clamore sui giornali; e procurarsi critiche elogiative dagli intellettuali "in" dell'epoca come Ennio Flaiano, Pier Paolo Pasolini, ecc.